# Cantonul Saint-Pons-de-Thomières
Cantonul Saint-Pons-de-Thomières este un canton din arondismentul Béziers, departamentul Hérault, regiunea Languedoc-Roussillon, Franța.

## Comune
- Boisset
- Courniou
- Pardailhan
- Rieussec
- Riols
- Saint-Jean-de-Minervois
- Saint-Pons-de-Thomières (reședință)
- Vélieux
- Verreries-de-Moussans